# 克拉丽莎
克拉丽莎（英語：Clarissa）是一个美國城市，位於明尼苏达州托德县。根據2010年的人口普查，當地人口為681人。

## 地理
根据美国人口普查局，该城市的总面积為1.00平方英里（2.59平方）。